# Dame d'atour

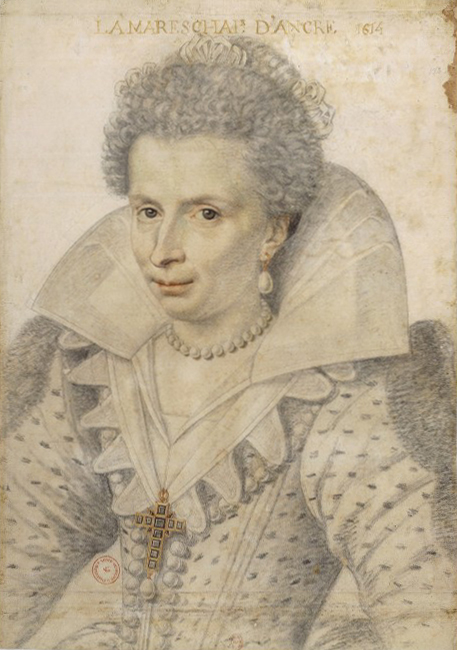
Léonora Galigaï, av Daniel Dumonstier; Dame d'atour 1600–1610

Dame d'atour  (franska; "kammarfru") var en fransk hovtjänst. Hon räknades som en hovdam och inte som en tjänare.
Tjänsten infördes år 1534 och hade till uppgift att övervaka skötseln av drottningens garderob och smycken, påklädningen av drottningen och kammarbetjäningen av kammarjungfrur, femme du chambre, ledda av Première femme de Chambre. Hon kom näst efter Première dame d'honneur i rang och ersatte denna som chef för hovdamerna när denna var frånvarande.  